# Kinderen Goedgekeurd
Kinderen Goedgekeurd! is een Belgisch cultuurplatform voor en door kinderen. Ontstaan in 2015 wil de organisatie via cultuur kinderen sociaal en educatief ondersteunen, ongeacht hun afkomst, sociale achtergrond of mentale of fysieke beperking. Mout Uyttersprot is artistiek leider van het gezelschap. 
Kinderen Goedgekeurd organiseert ateliers voor kinderen, schoolvoorstellingen, een kinderkoor, vorming voor scholen en losse projecten. Er is ook een nationaal muziektheater. Het is een vereniging zonder winstoogmerk (vzw) die gefinancierd wordt door giften en de opbrengsten van de eigen acties. 
De vaste thuisbasis is gemeenschapscentrum De Pit in Buggenhout. Als externe partner programmeert Kinderen Goedgekeurd ook alle school- en familievoorstellingen in de gemeente. 

## Projecten

### 2015
Zelfie: de eerste eigen productie van Kinderen Goedgekeurd. Een musical met liedjes uit Kinderen voor Kinderen, gezongen door Belgische kinderen. De Nederlandse prinses Laurentien van Oranje woonde de première bij. Het muzikale theater stond onder hoge bescherming van de Nederlandse ambassade in Brussel en Kinderen voor Kinderen. 
Ja aan alle kinderen: themalied met tekst geschreven door bekende politici zoals Hilde Crevits, Ben Weyts, Pascal Smet, Meyrem Almaci, Lorin Parys, Vincent Van Quickenborne en Daniël Termont. Het nummer werd voorgesteld in het Vlaams Parlement en is de vaste tune voor het gezelschap.

### 2016
Stemmm: interactieve kindervoorstelling met muzikaal theater.
Koningin Mathildeprijs: het nationaal muziektheater van Kinderen Goedgekeurd zong op 12 mei 2016 voor de Belgische koningin Mathilde tijdens de uitreiking van de Koningin Mathildeprijs.